# Guilherme da Costa
Guilherme Pereira da Costa (Rio de Janeiro, 1º ottobre 1998) è un nuotatore brasiliano.

## Biografia
All'età di 19 anni ha rappresentato il Brasile ai campionati mondiali di nuoto di Budapest 2017 concludendo al 19 posto nei 1500 metri stile libero.
Il 18 novembre 2017 al Troféu FAP de Natação facendo registrare il tempo di 7'56"29 ha stabilito il record sudamericano degli 800 metri stile libero in vasca lunga. Il 6 dicembre dello stesso anno all'Open brasiliano ha fissato anche quello dei 1500 metri stile libero, con il tempo di 14'59"01.
Nel 2019 a Lima vince i 1500m sl ai XVIII Giochi panamericani, con il tempo di 15'09"93.

## Record sudamericani
| Specialità          | Tempo    | Evento              | Luogo    | Data           | Note  |
| ------------------- | -------- | ------------------- | -------- | -------------- | ----- |
| 400 m stile libero  | 3'43"31  | Campionati mondiali | Budapest | 18 giugno 2022 |       |
| 800 m stile libero  | 7'45"48  | Campionati mondiali | Budapest | 21 giugno 2022 |       |
| 1500 m stile libero | 14'48"53 | Campionati mondiali | Budapest | 25 giugno 2022 | [ 4 ] |

## Palmarès
- Mondiali

Budapest 2022: bronzo nei 400m sl.
- Giochi panamericani

Lima 2019: oro nei 1500m sl.
Santiago del Cile 2023: oro nei 400m sl, negli 800m sl, nei 1500m sl e nella 4x200m sl.
- Giochi sudamericani

Cochabamba 2018: oro nei 400m sl e argento nei 1500m sl.
Asuncion 2022: oro nei 400m sl, negli 800m sl, nei 1500m sl e nella 4x200m sl.